# Sydamerikanska mästerskapet i fotboll 1946
Sydamerikanska mästerskapet i fotboll 1946 spelades i Buenos Aires, Argentina 12 januari-10 februari 1946. Turneringen räknas det som en extraturnering, och vinnaren tilldelades ingen trofé, men CONMEBOL har ändå klassat den som officiell.
Deltog gjorde Argentina, Brasilien, Bolivia, Chile, Paraguay och Uruguay. 
Colombia, Ecuador och Peru drog sig ur.

## Matcher
Lagen spelade i en serie där alla mötte alla, där vinst gav två poäng, oavgjort en och förlust noll. 
| Nr | Lag       | S | V | O | F | GM | IM | MS  | P  |
| -- | --------- | - | - | - | - | -- | -- | --- | -- |
| 1  | Argentina | 5 | 5 | 0 | 0 | 17 | 3  | +14 | 10 |
| 2  | Brasilien | 5 | 3 | 1 | 1 | 13 | 7  | +6  | 7  |
| 3  | Paraguay  | 5 | 2 | 1 | 2 | 8  | 8  | 0   | 5  |
| 4  | Uruguay   | 5 | 2 | 0 | 3 | 11 | 9  | +2  | 4  |
| 5  | Chile     | 5 | 2 | 0 | 3 | 8  | 11 | −3  | 4  |
| 6  | Bolivia   | 5 | 0 | 0 | 5 | 4  | 23 | −19 | 0  |

|  | 12 januari | Argentina                 | 2 – 0   | Paraguay | Estadio Monumental                              |                                                 |
|  |            | De la Mata 6′ Martino 43′ | (2 – 0) |          | Publik: 70 000 Domare: Mário Vianna (Brasilien) | Publik: 70 000 Domare: Mário Vianna (Brasilien) |
|  |            |                           |         |          | Publik: 70 000 Domare: Mário Vianna (Brasilien) | Publik: 70 000 Domare: Mário Vianna (Brasilien) |
|  |            |                           |         |          | Publik: 70 000 Domare: Mário Vianna (Brasilien) | Publik: 70 000 Domare: Mário Vianna (Brasilien) |

|  | 16 januari | Brasilien                   | 3 – 0   | Bolivia | Estadio Gasómetro                              |                                                |
|  |            | Heleno 47′, 78′ Zizinho 65′ | (0 – 0) |         | Publik: 50 000 Domare: José Macías (Argentina) | Publik: 50 000 Domare: José Macías (Argentina) |
|  |            |                             |         |         | Publik: 50 000 Domare: José Macías (Argentina) | Publik: 50 000 Domare: José Macías (Argentina) |
|  |            |                             |         |         | Publik: 50 000 Domare: José Macías (Argentina) | Publik: 50 000 Domare: José Macías (Argentina) |

|  | 16 januari | Uruguay    | 1 – 0   | Chile | Estadio Gasómetro                               |                                                 |
|  |            | Medina 34′ | (1 – 0) |       | Publik: 50 000 Domare: Mário Vianna (Brasilien) | Publik: 50 000 Domare: Mário Vianna (Brasilien) |
|  |            |            |         |       | Publik: 50 000 Domare: Mário Vianna (Brasilien) | Publik: 50 000 Domare: Mário Vianna (Brasilien) |
|  |            |            |         |       | Publik: 50 000 Domare: Mário Vianna (Brasilien) | Publik: 50 000 Domare: Mário Vianna (Brasilien) |

|  | 19 januari | Chile                   | 2 – 1   | Paraguay  | Estadio Gasómetro                                |                                                  |
|  |            | Araya 48′ Cremaschi 68′ | (0 – 0) | 77′ Rolón | Publik: 60 000 Domare: Nobel Valentini (Uruguay) | Publik: 60 000 Domare: Nobel Valentini (Uruguay) |
|  |            |                         |         |           | Publik: 60 000 Domare: Nobel Valentini (Uruguay) | Publik: 60 000 Domare: Nobel Valentini (Uruguay) |
|  |            |                         |         |           | Publik: 60 000 Domare: Nobel Valentini (Uruguay) | Publik: 60 000 Domare: Nobel Valentini (Uruguay) |

|  | 19 januari | Argentina                                                     | 7 – 1   | Bolivia    | Estadio Gasómetro                             |                                               |
|  |            | Labruna 34′, 89′ Méndez 39′, 60′ Salvini 75′, 84′ Loustau 79′ | (2 – 0) | 67′ Peredo | Publik: 65 000 Domare: Higinio Madrid (Chile) | Publik: 65 000 Domare: Higinio Madrid (Chile) |
|  |            |                                                               |         |            | Publik: 65 000 Domare: Higinio Madrid (Chile) | Publik: 65 000 Domare: Higinio Madrid (Chile) |
|  |            |                                                               |         |            | Publik: 65 000 Domare: Higinio Madrid (Chile) | Publik: 65 000 Domare: Higinio Madrid (Chile) |

|  | 23 januari | Brasilien                         | 4 – 3   | Uruguay                     | Estadio Gasómetro                                    |                                                      |
|  |            | Jair 1′, 16′ Heleno 39′ Chico 44′ | (4 – 2) | 25′, 70′ Medina 37′ Vásquez | Publik: 40 000 Domare: Cayetano de Nicola (Paraguay) | Publik: 40 000 Domare: Cayetano de Nicola (Paraguay) |
|  |            |                                   |         |                             | Publik: 40 000 Domare: Cayetano de Nicola (Paraguay) | Publik: 40 000 Domare: Cayetano de Nicola (Paraguay) |
|  |            |                                   |         |                             | Publik: 40 000 Domare: Cayetano de Nicola (Paraguay) | Publik: 40 000 Domare: Cayetano de Nicola (Paraguay) |

|  | 26 januari | Paraguay                                        | 4 – 2   | Bolivia                         | Estadio Monumental                             |                                                |
|  |            | Genés 30′ Benítez Cáceres 44′ Villalba 67′, 88′ | (2 – 2) | 20′ (sjm.) Coronel 42′ González | Publik: 80 000 Domare: José Macías (Argentina) | Publik: 80 000 Domare: José Macías (Argentina) |
|  |            |                                                 |         |                                 | Publik: 80 000 Domare: José Macías (Argentina) | Publik: 80 000 Domare: José Macías (Argentina) |
|  |            |                                                 |         |                                 | Publik: 80 000 Domare: José Macías (Argentina) | Publik: 80 000 Domare: José Macías (Argentina) |

|  | 26 januari | Argentina                      | 3 – 1   | Chile         | Estadio Monumental                               |                                                  |
|  |            | Labruna 39′, 60′ Pedernera 65′ | (1 – 0) | 85′ Alcántara | Publik: 80 000 Domare: Nobel Valentini (Uruguay) | Publik: 80 000 Domare: Nobel Valentini (Uruguay) |
|  |            |                                |         |               | Publik: 80 000 Domare: Nobel Valentini (Uruguay) | Publik: 80 000 Domare: Nobel Valentini (Uruguay) |
|  |            |                                |         |               | Publik: 80 000 Domare: Nobel Valentini (Uruguay) | Publik: 80 000 Domare: Nobel Valentini (Uruguay) |

|  | 29 januari | Uruguay                             | 5 – 0   | Bolivia | Estadio Libertadores de América               |                                               |
|  |            | Medina 1′, 25′, 30′, 78′ García 75′ | (3 – 0) |         | Publik: 30 000 Domare: Higinio Madrid (Chile) | Publik: 30 000 Domare: Higinio Madrid (Chile) |
|  |            |                                     |         |         | Publik: 30 000 Domare: Higinio Madrid (Chile) | Publik: 30 000 Domare: Higinio Madrid (Chile) |
|  |            |                                     |         |         | Publik: 30 000 Domare: Higinio Madrid (Chile) | Publik: 30 000 Domare: Higinio Madrid (Chile) |

|  | 29 januari | Brasilien   | 1 – 1   | Paraguay     | Estadio Libertadores de América                |                                                |
|  |            | Norival 63′ | (0 – 1) | 31′ Villalba | Publik: 30 000 Domare: José Macías (Argentina) | Publik: 30 000 Domare: José Macías (Argentina) |
|  |            |             |         |              | Publik: 30 000 Domare: José Macías (Argentina) | Publik: 30 000 Domare: José Macías (Argentina) |
|  |            |             |         |              | Publik: 30 000 Domare: José Macías (Argentina) | Publik: 30 000 Domare: José Macías (Argentina) |

|  | 2 februari | Argentina                            | 3 – 1   | Uruguay      | Estadio Gasómetro                               |                                                 |
|  |            | Pedernera 32′ Labruna 46′ Méndez 72′ | (1 – 0) | 59′ Riephoff | Publik: 80 000 Domare: Mário Vianna (Brasilien) | Publik: 80 000 Domare: Mário Vianna (Brasilien) |
|  |            |                                      |         |              | Publik: 80 000 Domare: Mário Vianna (Brasilien) | Publik: 80 000 Domare: Mário Vianna (Brasilien) |
|  |            |                                      |         |              | Publik: 80 000 Domare: Mário Vianna (Brasilien) | Publik: 80 000 Domare: Mário Vianna (Brasilien) |

|  | 2 februari | Brasilien                           | 5 – 1   | Chile              | Estadio Gasómetro                                |                                                  |
|  |            | Zizinho 4′, 41′, 46′, 71′ Chico 89′ | (2 – 0) | 84′ (str.) Salfate | Publik: 22 000 Domare: Nobel Valentini (Uruguay) | Publik: 22 000 Domare: Nobel Valentini (Uruguay) |
|  |            |                                     |         |                    | Publik: 22 000 Domare: Nobel Valentini (Uruguay) | Publik: 22 000 Domare: Nobel Valentini (Uruguay) |
|  |            |                                     |         |                    | Publik: 22 000 Domare: Nobel Valentini (Uruguay) | Publik: 22 000 Domare: Nobel Valentini (Uruguay) |

|  | 8 februari | Chile                            | 4 – 1   | Bolivia    | Estadio Gasómetro                              |                                                |
|  |            | Araya 9′, 39′ Cremaschi 49′, 78′ | (2 – 0) | 50′ Peredo | Publik: 18 000 Domare: José Macías (Argentina) | Publik: 18 000 Domare: José Macías (Argentina) |
|  |            |                                  |         |            | Publik: 18 000 Domare: José Macías (Argentina) | Publik: 18 000 Domare: José Macías (Argentina) |
|  |            |                                  |         |            | Publik: 18 000 Domare: José Macías (Argentina) | Publik: 18 000 Domare: José Macías (Argentina) |

|  | 8 februari | Paraguay                   | 2 – 1   | Uruguay           | Estadio Gasómetro                               |                                                 |
|  |            | Villalba 37′ Rodríguez 75′ | (1 – 0) | 57′ R. Schiaffino | Publik: 18 000 Domare: Mário Vianna (Brasilien) | Publik: 18 000 Domare: Mário Vianna (Brasilien) |
|  |            |                            |         |                   | Publik: 18 000 Domare: Mário Vianna (Brasilien) | Publik: 18 000 Domare: Mário Vianna (Brasilien) |
|  |            |                            |         |                   | Publik: 18 000 Domare: Mário Vianna (Brasilien) | Publik: 18 000 Domare: Mário Vianna (Brasilien) |

|  | 10 februari | Argentina       | 2 – 0   | Brasilien | Estadio Monumental                               |                                                  |
|  |             | Méndez 38′, 55′ | (1 – 0) |           | Publik: 80 000 Domare: Nobel Valentini (Uruguay) | Publik: 80 000 Domare: Nobel Valentini (Uruguay) |
|  |             |                 |         |           | Publik: 80 000 Domare: Nobel Valentini (Uruguay) | Publik: 80 000 Domare: Nobel Valentini (Uruguay) |
|  |             |                 |         |           | Publik: 80 000 Domare: Nobel Valentini (Uruguay) | Publik: 80 000 Domare: Nobel Valentini (Uruguay) |

## Målskyttar
7 mål
- José María Medina

5 mål
- Ángel Labruna - Norberto Méndez
- Zizinho

4 mål
- Juan Bautista Villalba

3 mål
- Heleno
- Jorge Araya - Atilio Cremaschi

2 mål
- Adolfo Pedernera - Juan Carlos Salvini
- Miguel Peredo
- Chico - Jair

1 mål
- Vicente de la Mata - Félix Loustau - Rinaldo Martino
- Zenón González
- Norival
- Juan Alcántara - Santiago Salfate
- Delfín Benítez Cáceres - Alejandrino Genés - Albino Rodríguez
- José García - José Antonio Vázquez - Juan Pedro Riephoff - Raúl Schiaffino

Självmål
- Juan Bautista Coronel